# Шишкін (хутір)
Шинкін (рос. Шинкин) — хутір у Острогозькому районі Воронезької області Російської Федерації.
Населення становить 166  осіб. Входить до складу муніципального утворення Ольшанське сільське поселення.

## Історія
Населений пункт розташований у межах суцільної української етнічної території, частини Східної Слобожанщини. До Перших визвольних змагань належав до Воронезької губернії.
Згідно із законом від 15 жовтня 2004 року входить до складу муніципального утворення Ольшанське сільське поселення.

## Населення
| 2000 | 2005 | 2010 |
| ---- | ---- | ---- |
| 192  | ↘178 | ↘166 |